# Mel Brown (chitarrista)
Mel Brown (Jackson, 7 ottobre 1939 – Kitchener, 20 marzo 2009) è stato un chitarrista statunitense ricordato per aver suonato al fianco di Bobby Bland.

## Biografia
Brown nacque a Jackson (Mississippi), e gli venne regalata la prima chitarra all'età di quattordici anni, quando si ammalò di meningite. A partire dal 1955, Brown suonò assieme a Sonny Boy Williamson II, Jimmy Beasley, e iniziò una collaborazione con Johnny Otis perdurata due anni. Queste prime esperienze lo portarono a diventare un supporter di Etta James; durante una tournée con quest'ultima, il chitarrista sostituì la sua Gibson Les Paul con una Gibson ES-175, il cui suono più ricco e pieno, contribuì a distinguerlo dai suoi contemporanei.
Lo stress causato dalle tante tournée spinse Brown a trasferirsi a Los Angeles, ove ricominciò a lavorare con Otis e dove trascorse molto tempo al Club Sands. Brown divenne anche un richiesto session man, come confermano i suoi contributi per Bobby Darin, Bill Cosby e T-Bone Walker, con cui registrò l'album Funky Town. Quando il produttore Bob Thiele concesse a Walker la possibilità di pubblicare musica per l'etichetta ABC primo album di Walker, il chitarrista di Jackson pubblicò il suo primo album solista Chicken Fat, uscito nel 1967. Sebbene fosse principalmente un musicista blues, Brown passò anche ai generi jazz e soul jazz a seguito della sua associazione con Bob Thiele: Walker ebbe infatti un ruolo di primo piano all'interno del complesso jazz Oliver Nelson Big Band, e appare nei crediti di Live from Los Angeles (1967), pubblicato dalla Impulse!.
Uno dei momenti più celebri della discografia di Brown è l'assolo di chitarra di oltre undici minuti che si può ascoltare in Eighteen Pounds of Unclean Chitlings, contenuta in I'd Rather Suck My Thumb (1970). e in un'omonima raccolta della BluesWay Records uscita nel 1973, di cui è anche la traccia principale. Per un lungo periodo compreso fra gli anni ottanta e novanta, Brown fu membro di spicco della house band di Austin Antone's Night Club.
Brown ricevette due nomination ai Juno Award nel 2001 e nel 2002.
Brown morì all'età di 69 anni, il 20 marzo 2009, a Kitchener, per complicazioni dovute a un enfisema.
A Brown è dedicato il documentario Love Lost & Found: The Story of Mel Brown, diretto da Sean Jasmins, e uscito nelle sale nel 2014.

## Discografia parziale
- 1967 – Chicken Fat
- 1968 – The Wizard
- 1969 – Blues for We
- 1969 – I'd Rather Suck My Thumb
- 1971 – Mel Brown's Fifth
- 1973 – Big Foot Country Girl
- 1973 – Eighteen Pounds of Unclean Chitlins and Other Greasy Blues Specialties
- 1998 – Can't Stop Blowin'
- 1999 – Neck Bones & Caviar